# Upłaziański Wierszyk
Upłaziański Wierszyk – niewielkie wzniesienie w grzbiecie Adamicy stanowiącym zakończenie północno-zachodniej grani Ciemniaka w Tatrach Zachodnich. Wzniesienie ma wysokość 1203 m n.p.m., jest całkowicie zalesione i znajduje się powyżej polany Zahradziska, a poniżej polany Upłaz. Północno-wschodnie stoki opadają do Krowiego Żlebu, południowo-zachodnie do Upłaziańskiego Żlebu (Rokitniaka), a grań Adamicy w północno-zachodnim kierunku do wideł Kościeliskiego Potoku i Miętusiego Potoku.
Przez wierzchołek i grań Upłaziańskiego Wierszyka prowadzi droga leśna z Zahradzisk na Polanę Upłaz, a drogą tą popularny szlak turystyczny z Doliny Kościeliskiej na Czerwone Wierchy. Z prześwitów między drzewami widoki na rejon tej doliny oraz Doliny Miętusiej.

## Szlaki turystyczne
– czerwony z Cudakowej Polany przez Adamicę, Upłaziański Wierszyk, Polanę Upłaz, Chudą Przełączkę i Twardy Grzbiet na Ciemniak. Czas przejścia: 3:25 h, ↓ 2:30 h.